# Regenbogenparade

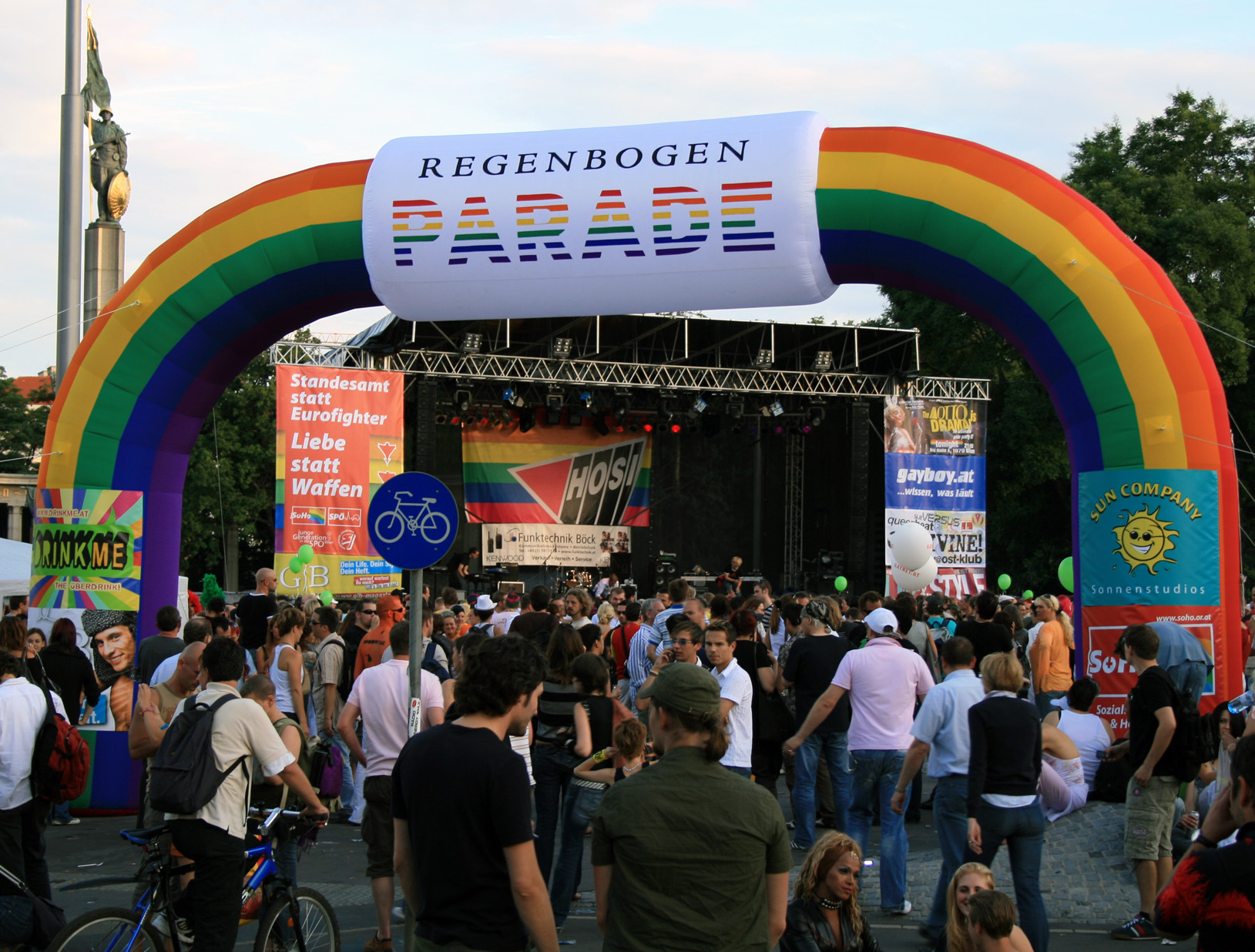
Regenbogenparade 2007, Abschlusskundgebung am Schwarzenbergplatz

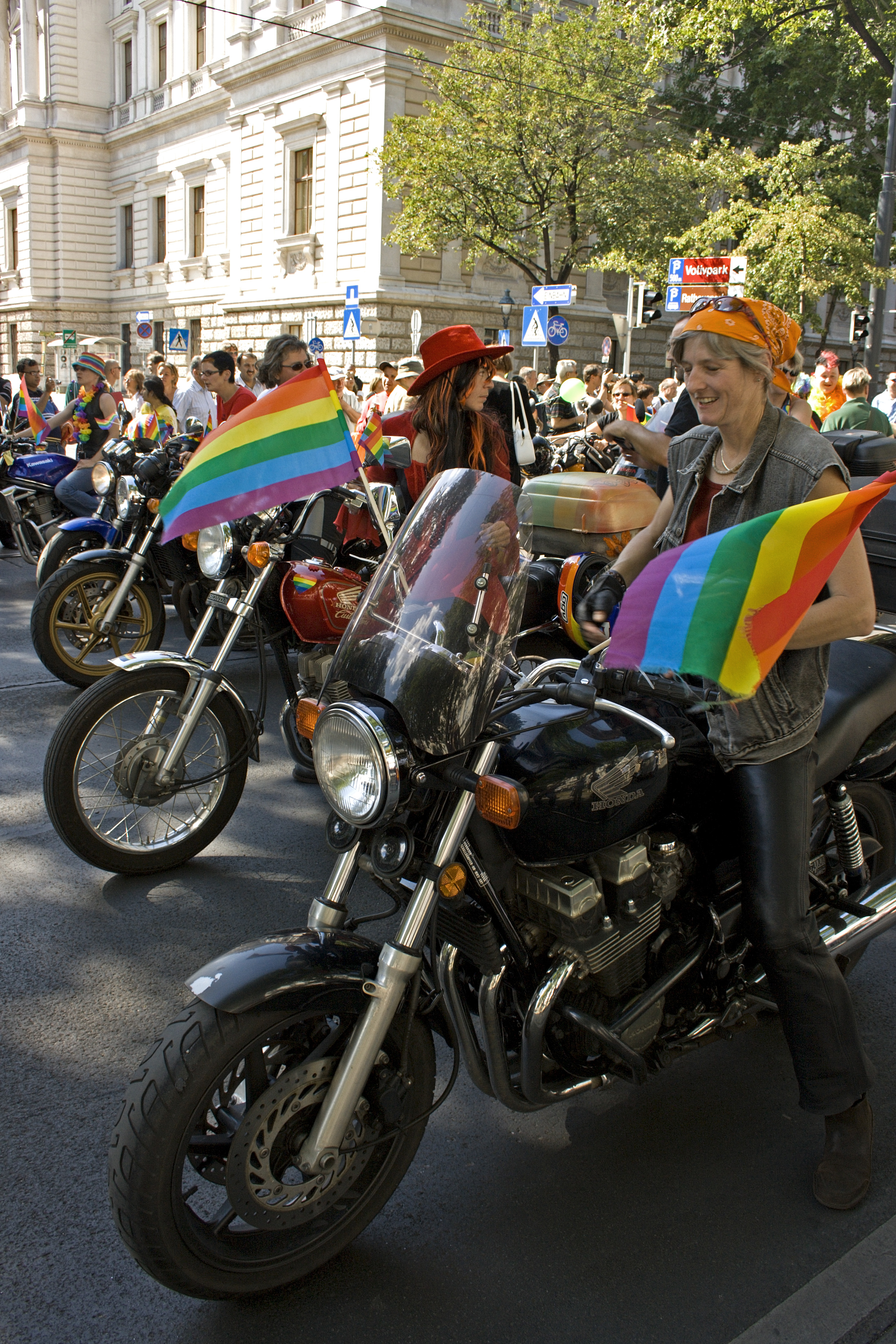
Die Gruppe „Rainbow Warriors“, 2007

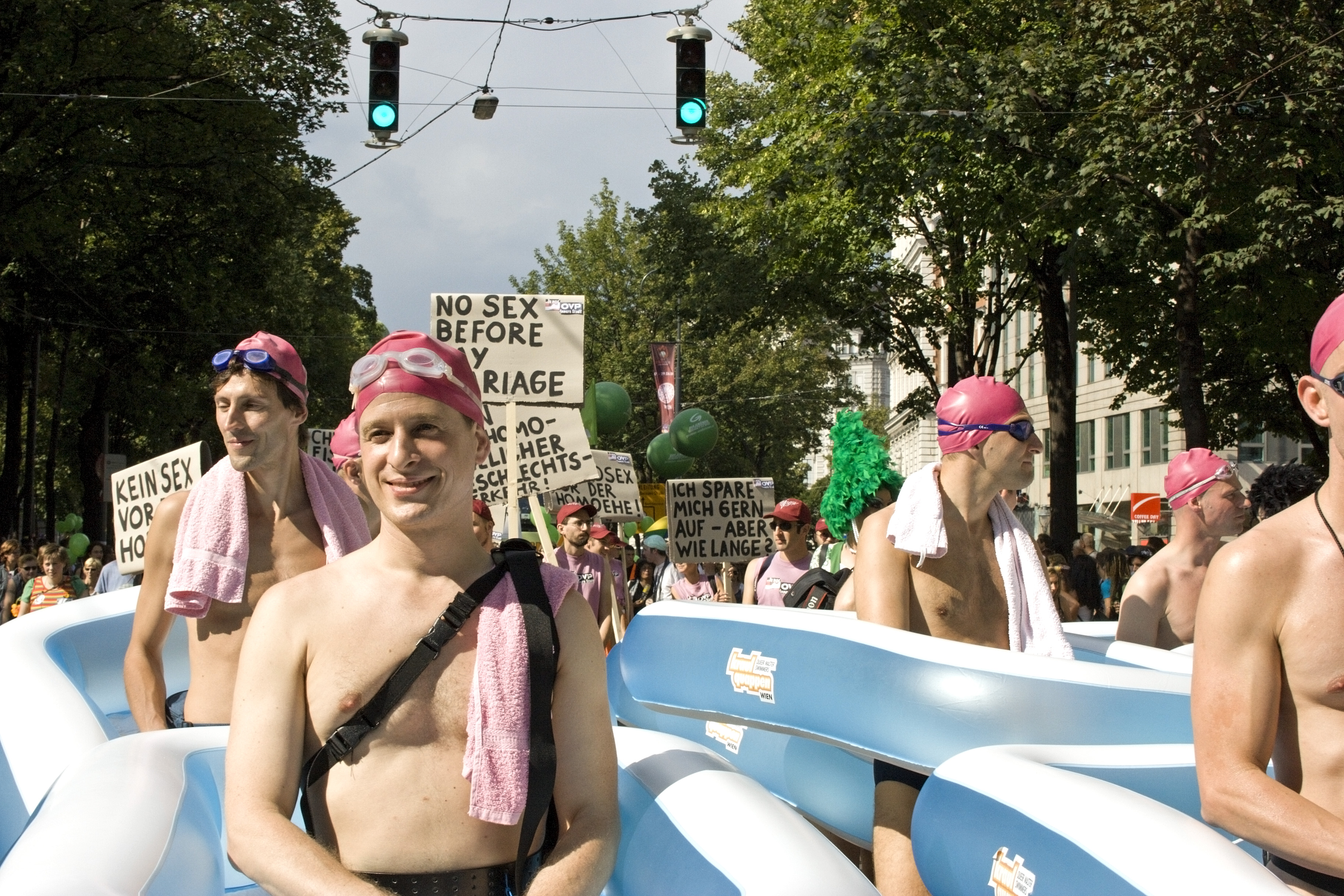
Die Schwimmgruppe „Kraulquappen“, 2007

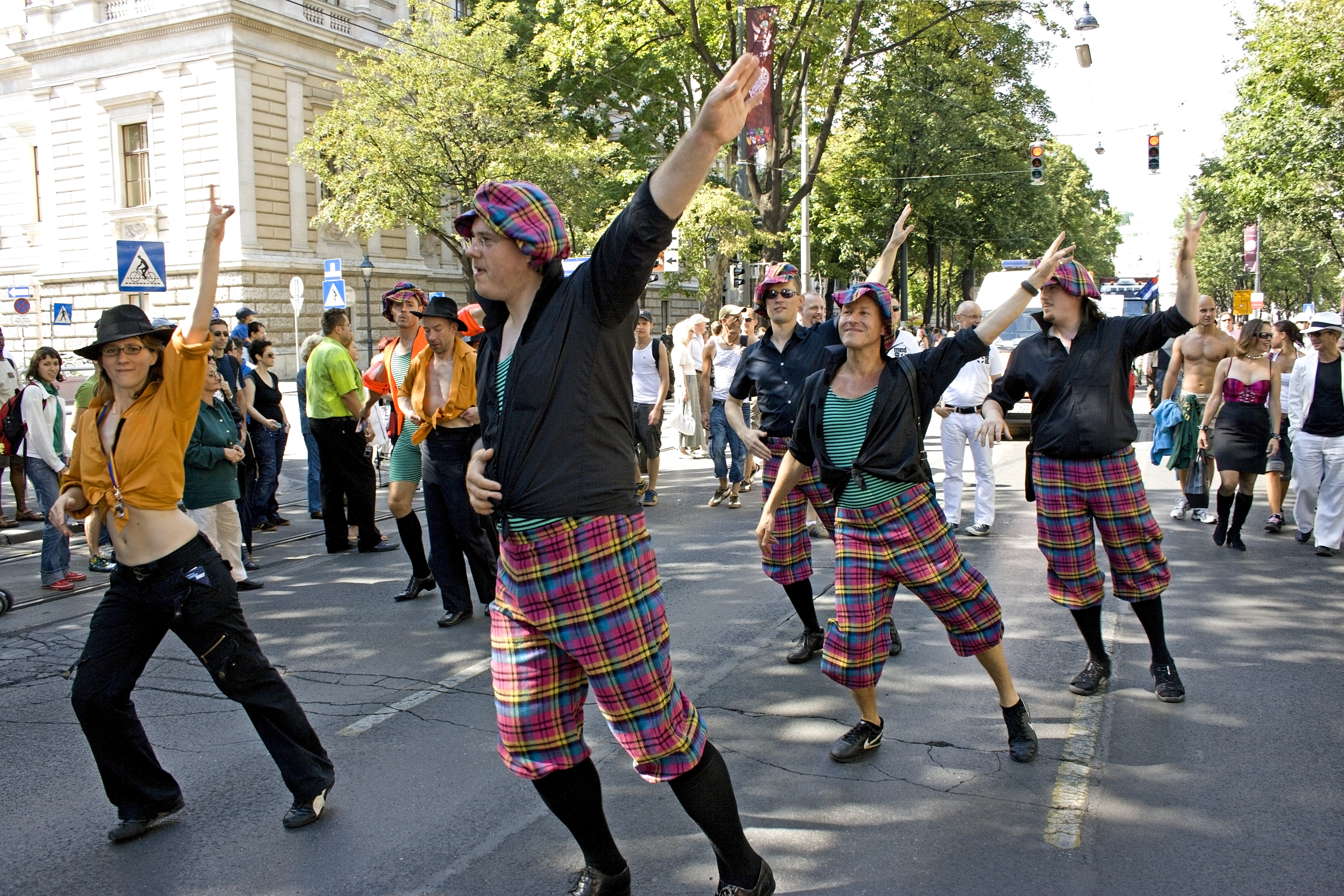
Tanzformation „Les Schuh Schuh“, 2007

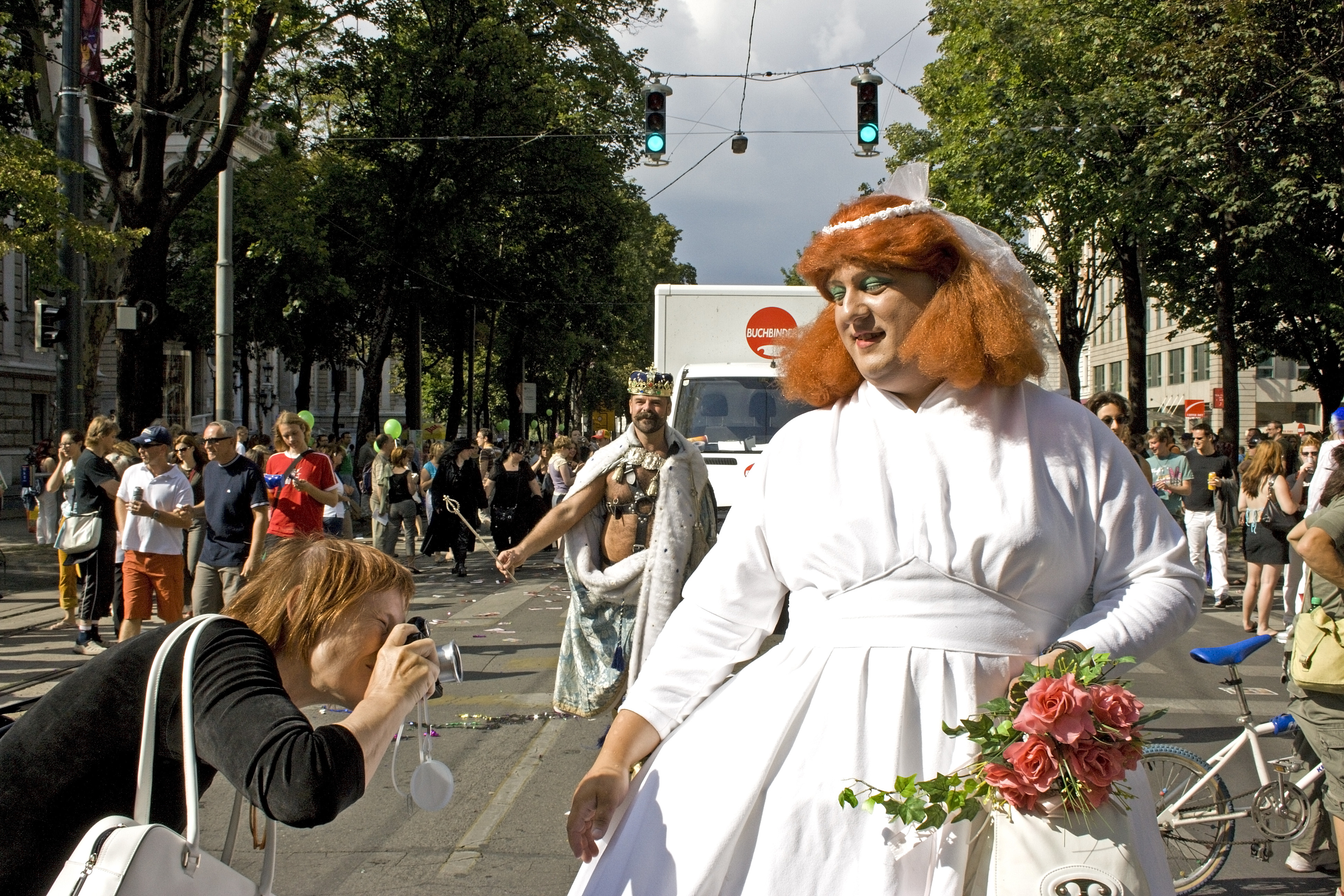
„Herzkönigin“, 2007

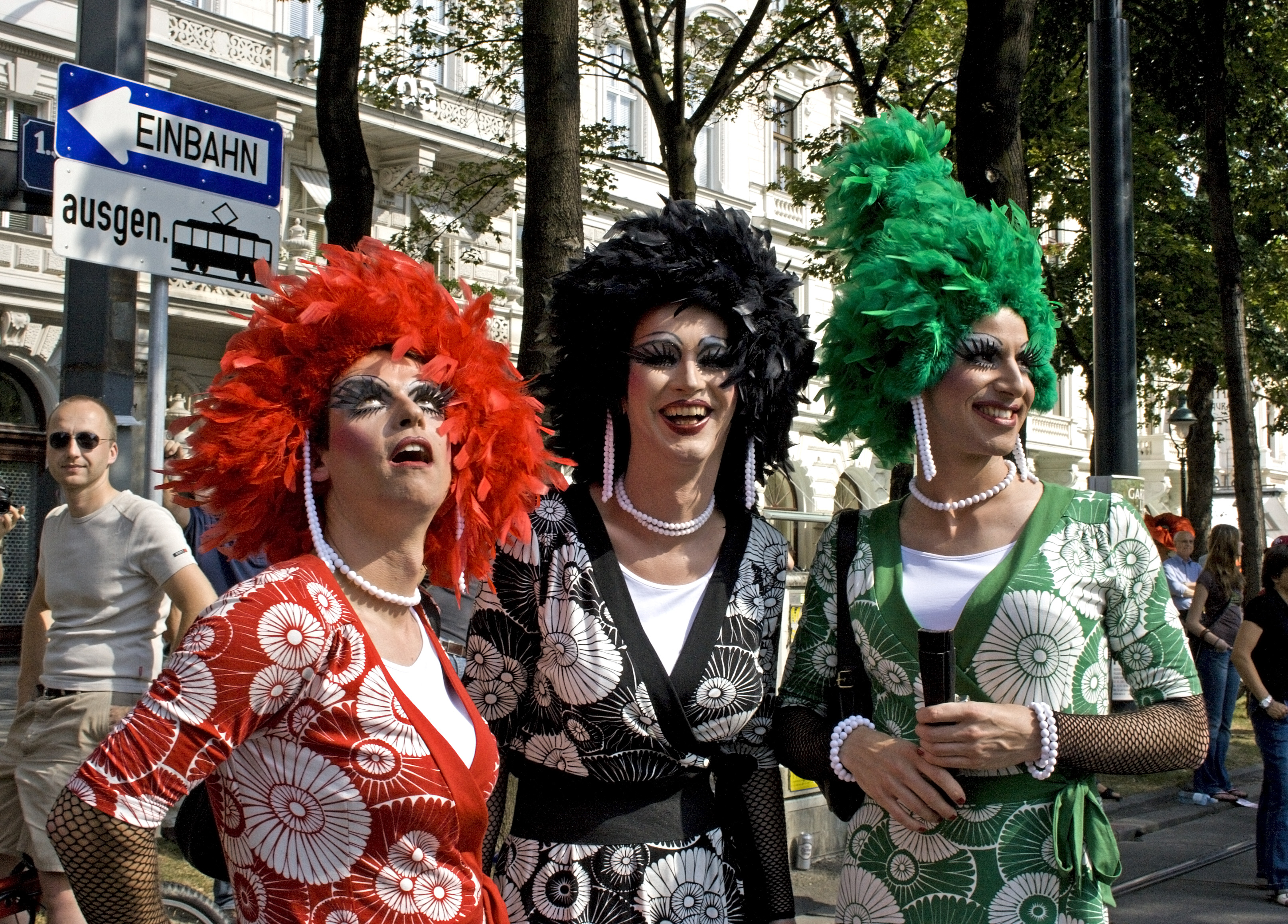
„Pure Glam“, 2007

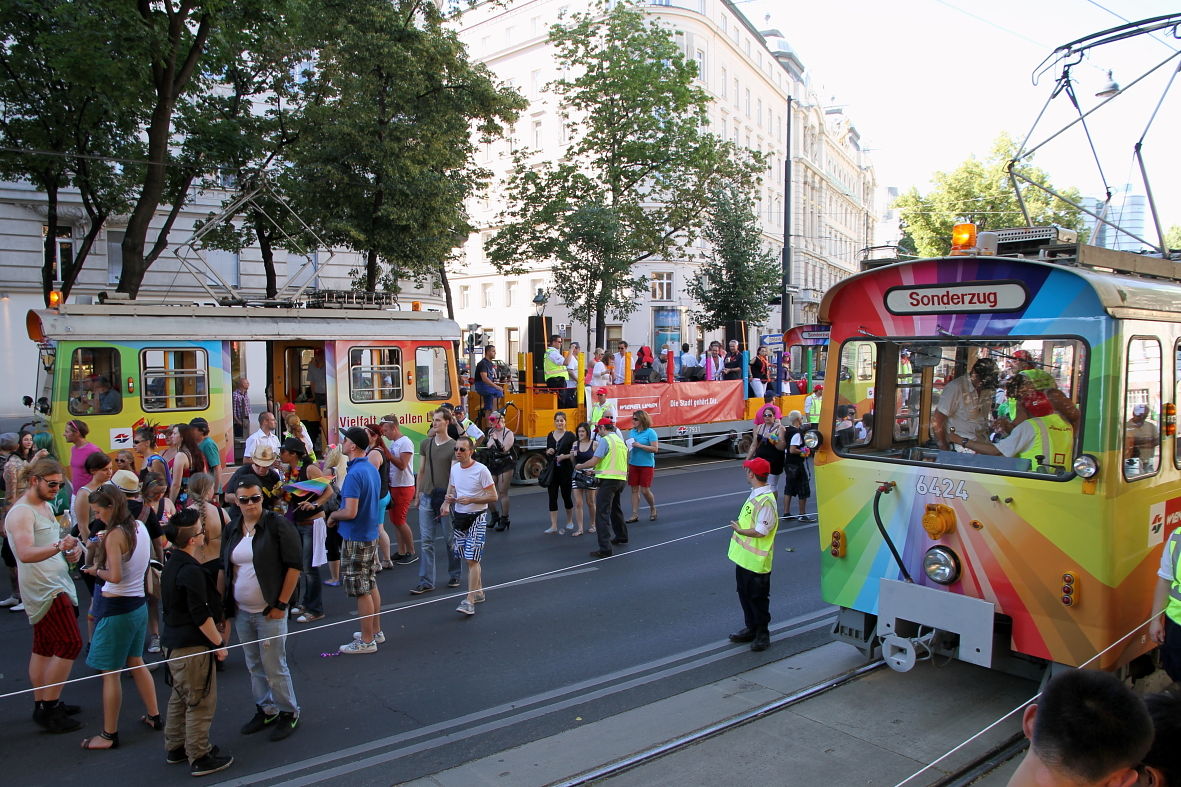
Demonstrationszug der Wiener Linien, 2012

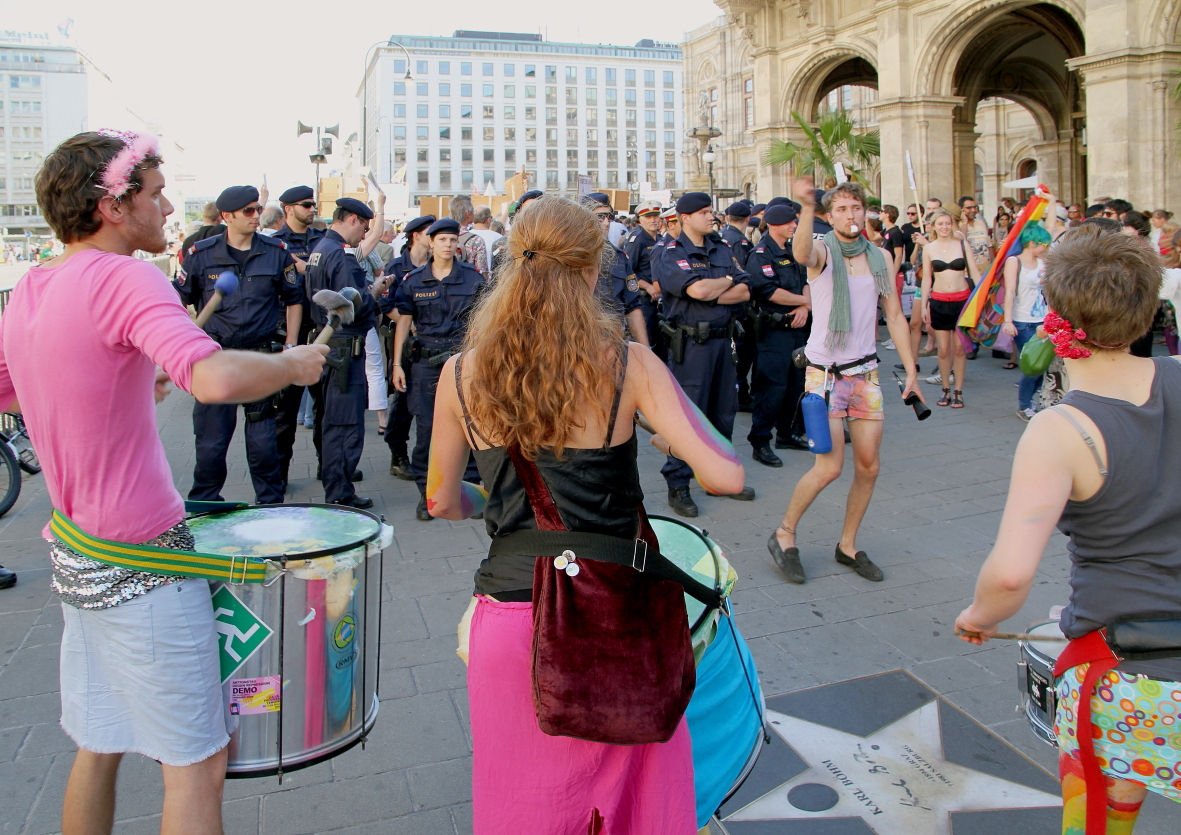
Trommelnde Gegendemonstration der Rosa Antifa Wien bei der Wiener Staatsoper gegen die christlich-fundamentalistische Gegendemonstration (im Hintergrund) zur Regenbogenparade 2012.

Die Regenbogenparade ist eine politische Demonstration und ein Umzug, der jährlich in Wien auf der Ringstraße durchgeführt wird. Sie setzt sich für die Gleichberechtigung von Schwulen und Lesben ein und entspricht damit den Veranstaltungen, die in Deutschland als Christopher Street Day bezeichnet werden. Diese Parade ist die wichtigste Veranstaltung der Schwulen-, Lesben-, Bisexuellen- und Transgenderbewegung in Österreich.

## Beschreibung
Die erste Regenbogenparade fand am 29. Juni 1996 statt, organisiert vom Österreichischen Lesben- und Schwulenforum. Die Idee für den Namen der Parade stammte von Mario Soldo, die polizeiliche Anmeldung erfolgte durch Christian Michelides, maßgeblich an der Organisation beteiligt waren neben den Genannten Andreas Brunner, Günter Strobl und Hannes Sulzenbacher.  Die Regenbogenparade wird alljährlich Ende Juni/Anfang Juli an einem Samstag abgehalten. 2001 und 2019 war Wien Host City der EuroPride, die Regenbogenparade wurde in diesen Jahren als EuroPride Parade geführt. Seit 2003 wird die Parade vom Verein HOSI Wien (Homosexuelle Initiative Wien) organisiert, nachdem der zuvor verantwortliche CSD-Verein in Konkurs gegangen war.
Die Regenbogenparade wird seit 2004 von der Stadt Wien unterstützt. Sie führt vom Stadtpark über den Kai und Ring zum Museumsquartier, Heldenplatz, Karlsplatz oder Schwarzenbergplatz. Damit ist sie eine der wenigen Demonstrationen, die den Ring gegen den Uhrzeigersinn bzw. die Fahrtrichtung, also andersrum [sic], begehen. Der Gedanke, „andersrum“ über die Wiener Ringstraße zu demonstrieren, ist auch in Zusammenhang mit dem lesbischwulen Festival „Wien ist andersrum. Das Festival der Verlockungen vom anderen Ufer“ (1996–2004) zu sehen, welches seinen Namen vom damaligen offiziellen Werbeslogan der Stadt „Wien ist anders“ abgeleitet hatte.
Jährlich nahmen über 100.000 Leute als Demonstrierende oder Besuchende teil. Im Anschluss wird auf einem Platz in Ringnähe als Abschlusskundgebung die Celebration gefeiert, bei der prominente Politiker und musikalische Showgäste auftreten. 2016 kam auch Christian Kern in seiner Funktion als Bundeskanzler zur Parade. Bei der EuroPride Parade 2019 kamen Bundespräsident Van der Bellen und der Wiener Bürgermeister Michael Ludwig.
2020 wurde die Veranstaltung aufgrund der COVID-19-Pandemie abgesagt.
2021 fand die Parade mit Einschränkungen wieder statt.
2022 durften wie früher auch die geschmückten Fahrzeuge und Straßenbahnen an der Parade teilnehmen. Die Veranstalter sprachen von 250.000 Teilnehmern, die den gesamten Ring umrundeten. Bei der Abschlusskundgebung der Regenbogenparade auf dem Rathausplatz gab es neben einer Videobotschaft von Bundespräsident Alexander Van der Bellen unter anderem Reden der Abgeordneten Ewa Ernst-Dziedzic (Grüne) und Mario Lindner (SPÖ) sowie Vizebürgermeister Christoph Wiederkehr (NEOS).
An der Veranstaltung im Juni 2023 nahmen mehr als 300.000 Menschen teil. Im Vorfeld der Parade wurden drei Verdächtige im Alter von 14, 17 und 20 Jahren festgenommen. Die Direktion Staatsschutz und Nachrichtendienst hatte Kenntnis davon erhalten, dass die jungen Männer, österreichische Staatsbürger bosnischer bzw. tschetschenischer Herkunft, einen Anschlag „mit Messer oder Kfz“ durchführen wollten. Die Verdächtigen hätten sich im Internet radikalisiert und Inhalte des Islamischen Staates geteilt. Bei Hausdurchsuchungen wurde diverses Beweismaterial, darunter Waffen, gefunden.

## Fixpunkte
- Am Morzinplatz wurde mehrmals beim Mahnmal für die Opfer der NS-Gewaltherrschaft eine Gedenkminute eingelegt und ein Kranz niedergelegt; denn an dieser Stelle befand sich im ehemaligen Hotel Metropol die Gestapo-Leitstelle, wo die Opfer verhört und erkennungsdienstlich behandelt wurden. Seit 2003 wird beim „Moment des Gedenkens“ neben den Opfern des Nationalsozialismus auch der an AIDS Verstorbenen und der Opfer homophober Gewalt gedacht.

- 1999 hat das ÖLSF im Rahmen der Regenbogenparade am 19. Juni das bestehende Mahnmal am Morzinplatz um einen sechs Meter langer Balken vor dem Denkmal ergänzt, der die vergessenen Winkel zeigte. Damit sollte das Gedenken an die vergessenen Opfergruppen – die homosexuellen und transgender Opfer des Nationalsozialismus – eingemahnt werden. Die Idee dazu hatte Hannes Sulzenbacher, die künstlerische Ausführung kam von Karin Krahl, Entwurf und Durchführung waren vom Österreichischen Lesben- und Schwulenforum und der Regenbogen Parade (CSD Wien).[7][8] Nach einer Wettbewerbsentscheidung im März 2006 sollte an diesem Platz 2007 ein eigenes Mahnmal errichtet werden. Bis dato, Sommer 2009, fehlt die Umsetzung. Im April 2009 wurde bekannt, dass „ein neues Projekt geprüft werde. Ohne Jury, ohne öffentliche Diskussion und ohne Beteiligung der Community.“[9]

- Mit im Umzug ist fast jedes Jahr auch Hermes Phettberg dabei, welcher früher zeitungslesend in einem Fiaker chauffiert wurde und jetzt in einem Velotaxi unterwegs ist.

## Termine
Die Regenbogenparaden finden immer an einem Samstag im Juni statt.
| Nr. | Termin        | Ziel               | Bemerkung                                                           |
| --- | ------------- | ------------------ | ------------------------------------------------------------------- |
| 1   | 29. Juni 1996 | Schottenring       | in Fahrtrichtung                                                    |
| 2   | 28. Juni 1997 | Karlsplatz         |                                                                     |
| 3   | 4. Juli 1998  | Karlsplatz         |                                                                     |
| 4   | 19. Juni 1999 | Karlsplatz         | in Fahrtrichtung                                                    |
| 5   | 17. Juni 2000 | Burgring           |                                                                     |
| 6   | 30. Juni 2001 | Heldenplatz        | EuroPride Parade                                                    |
| 7   | 29. Juni 2002 | Heldenplatz        |                                                                     |
| 8   | 28. Juni 2003 | Museumsquartier    |                                                                     |
| 9   | 26. Juni 2004 | Museumsquartier    |                                                                     |
| 10  | 2. Juli 2005  | Heldenplatz        |                                                                     |
| 11  | 1. Juli 2006  | Heldenplatz        |                                                                     |
| 12  | 30. Juni 2007 | Schwarzenbergplatz |                                                                     |
| 13  | 12. Juli 2008 | Heldenplatz        |                                                                     |
| 14  | 4. Juli 2009  | Schwarzenbergplatz |                                                                     |
| 15  | 3. Juli 2010  | Schwarzenbergplatz |                                                                     |
| 16  | 18. Juni 2011 | Rathausplatz       | in Fahrtrichtung                                                    |
| 17  | 16. Juni 2012 | Rathausplatz       | Wiener Ringstraße in Fahrtrichtung; erstmalige komplette Umrundung  |
| 18  | 15. Juni 2013 | Heldenplatz        | gegen die Fahrtrichtung                                             |
| 19  | 14. Juni 2014 | Rathausplatz       | gegen die Fahrtrichtung                                             |
| 20  | 20. Juni 2015 | Rathausplatz       | gegen die Fahrtrichtung                                             |
| 21  | 18. Juni 2016 | Sigmund-Freud-Park | in Fahrtrichtung                                                    |
| 22  | 17. Juni 2017 | Rathausplatz       | gegen die Fahrtrichtung                                             |
| 23  | 16. Juni 2018 | Rathausplatz       | gegen die Fahrtrichtung                                             |
| 24  | 15. Juni 2019 | Rathausplatz       | EuroPride Parade, gegen die Fahrtrichtung                           |
| 25  | 19. Juni 2021 | Rathausplatz       | ViennaPride Parade, gegen die Fahrtrichtung                         |
| 26  | 11. Juni 2022 | Rathausplatz       | Regenbogenparade im Rahmen der ViennaPride, gegen die Fahrtrichtung |
| 27  | 17. Juni 2023 | Rathausplatz       | Regenbogenparade im Rahmen der ViennaPride, gegen die Fahrtrichtung |

## Kulturwissenschaftliche Hintergründe
Der protestorientierten Veranstaltung wird auch eine negative Veränderung zugeschrieben. Zu viel buntes Treiben und zu wenig politischer Protest seien Inhalt dieser Feste. Es stünde mehr Inszenierung von Vielfalt im Vordergrund. Der Mitbegründer und Publizist Andreas Brunner hält dem entgegen:
„1996 zog die erste Regenbogen Parade (damals noch in Fahrtrichtung) über die Wiener Ringstraße. Als einer der Gründungsväter kann ich persönlich bezeugen, wie wichtig uns die Ringstraße als Ort der Parade war. Vorbei an den zentralen identitätsstiftenden Gebäuden der 2. Republik sollte es gehen: Staatsoper, Parlament, Rathaus und Burgtheater sollten passiert werden. Die Polizei und wohl auch die Politik hätte uns gerne anderswo gesehen (so stand die Praterhauptallee als Vorschlag der Polizei zur Diskussion - Homos als Praterattraktion sozusagen!) Das widersprach unserem Motto für die erste Parade: Sichtbarkeit! Im Jahr zwei - durch den Erfolg selbstbewusster - setzten wir auch noch einen letzten Trumpf durch: Seither geht die Parade den Ring ‚andersrum‘ (gegen die etablierte Fahrtrichtung). Zieht sie am Rathauspark vorbei, kann man erkennen wie nah Subversion und Repräsentation in der Lebensrealität homosexueller Männer beisammen liegt.“

## Weitere Paraden
Im Jahr 2010 fand die erste Regenbogen Pride Parade in Bratislava statt. Auch im Folgejahr fand wieder eine statt.
In Budapest wird die Gay Pride Parade seit 1997 durchgeführt. Auch im Jahr 2011 wurde eine Demonstration abgehalten. Sie war noch am Tag vorher von der Polizei wegen geänderter Routenführung verboten worden. Dieses Verbot wurde aber vom Gericht als überzogen aufgehoben.
Als Gegenstück versteht sich der Marsch für die Familie.